# ويليام كار (لاعب كرة قدم)
ويليام كار (بالإنجليزية: William Carr)‏ هو لاعب كرة قدم بريطاني (وحمل سابقاً جنسية المملكة المتحدة لبريطانيا العظمى وأيرلندا) في مركز حراسة المرمى، ولد في 15 نوفمبر 1848 في إنجلترا في المملكة المتحدة، وتوفي في 22 فبراير 1924 في شفيلد في المملكة المتحدة. شارك مع منتخب إنجلترا لكرة القدم. أما مع النوادي، فقد لعب مع Owlerton F.C. ‏.

## وصلات خارجية
- ويليام كار على موقع قاعدة بيانات كرة القدم.إي يو (الإنجليزية)
- ويليام كار على موقع ناشيونال فوتبول تيمز (الإنجليزية)